# Mohedas de la Jara
Mohedas de la Jara település Spanyolországban, Toledo tartományban. Mohedas de la Jara Aldeanueva de San Bartolomé, El Campillo de la Jara, Puerto de San Vicente, Alía, Villar del Pedroso és Carrascalejo községekkel határos. Lakosainak száma 410 fő (2024).

## Népesség
A település népessége az utóbbi években az alábbiak szerint változott:
| Lakosok száma | 605  | 562  | 518  | 502  | 491  | 457  | 420  | 402  | 389  | 410  |
|               | 2001 | 2004 | 2007 | 2009 | 2012 | 2014 | 2017 | 2019 | 2022 | 2024 |